# Yamaha XT600
La Yamaha XT 600 es una motocicleta de doble propósito (trail) o enduro con motor enfriado por aire,  fabricada por Yamaha de 1984 a 2003 en varias versiones, convirtiéndose en una motocicleta muy popular en su tiempo, hermana de la más popular enduro Yamaha XT 600Z Ténéré de su tiempo (1983-84).

## Historia
La XT 600 es considerada como una motocicleta Trail, buena para uso sobre asfalto, así como sin asfaltar y, con moderación, off-road por su peso. Para autopista puede ser considerada un poco lenta, ya que se maneja con comodidad (con vibraciones aceptables aunque depende de si monta neumático de tacos o de carretera) hasta unos 100 km/h como máximo. Con frenos de disco, motor de 4 tiempos, 4 válvulas para el cilindro, monoshock (mono Cross), batería y componentes eléctricos de 12 voltios. Tuvo cambios importantes contra la bien establecida Yamaha XT 500.
La primera XT 600 fue introducida en 1984, un año después de que la Yamaha XT 600Z Ténéré llegara al mercado. Adicionalmente a los cambios en el diseño, la principal diferencia era el uso de un depósito de combustible compacto de 11.5 litros en lugar del gran depósito de 28 litros de la XT 600Z Ténéré; el modelo para autopista Yamaha SRX 600 fue una derivación posterior. En 1991, la un poco obsoleta XT 600Z Ténéré fue reemplazada por la enfriada por agua Yamaha XTZ 660, la cual ya no tuvo las mismas capacidades off-road que su predecesora.
En los años en que estuvo en producción se fabricaron 600 diferentes variantes de la motocicleta que, sin embargo, en la mayoría de los casos solo fueron cambios estéticos. El cambio más importante que la XT 600 tuvo fue en 1990, cuando se presentó el modelo 600 E XT con un diseño más contemporáneo, rines cromados de acero, en lugar de los rines de aluminio, se le quitó el tacómetro, el escape formó parte del bastidor, un depósito de 13.9 litros y arranque eléctrico. Adicionalmente el depósito de aceite, que originalmente estaba situado debajo de la tapa lateral izquierda se mandó a la parte delantera. Debido a la demanda, la XT 600 K, la cual tenía arranque de pedal pero que era estructuralmente idéntica a la XT 600 E, fue introducida en el mercado; la serie se fabricó hasta 1995. Debido a reglas anticontaminantes más estrictas, la potencia de la XT 600 E, que se había convertido en el único modelo disponible, se redujo 4 kW hasta 29 kW (38,9 caballos),  y se volvió a poner el tacómetro. La palanca actuadora del embrague se pasó del lado izquierdo al derecho y el silenciador dejó de ser parte del bastidor. La fiabilidad de la XT no se vio comprometida, ya que motocicletas con kilometrajes mayores a 100.000km sin necesidad de abrir el motor son comunes.

## Datos técnicos
- Tipo: 3UW  1994
- Peso seco: 163 kg (tipo 2KF, de 1987), (153 kg 1989)
- F: Diámetro de horquilla 41 mm, recorrido 255 mm. T: recorrido 225 mm (type 2KF 235 mm )
- Enfriado por aire,  4 tiempos, 4 válvulas
- Un cilindro de recorrido vertical.
- Diámetro: 95 mm
- Recorrido: 84 mm
- Desplazamiento: 595 cm ³[6]
- Compresión: 8.5:1
- Velocidad máxima: 141–155 km / h (dependiendo del modelo)
- Potencia: 27-46 cv (dependiendo si es restringida o no)
- Consumo: 41 mpg[6]
- Transmisión final a cadena
- Altura de asiento  33,9 plg (861 milímetros) (885 mm 1990)[6]

## Leer más
- Yamaha XTZ 660

- Yamaha XTZ 750

- Datos: Q2599216
- Multimedia: Yamaha XT600 / Q2599216